# Mode sous la dynastie des Xia occidentaux

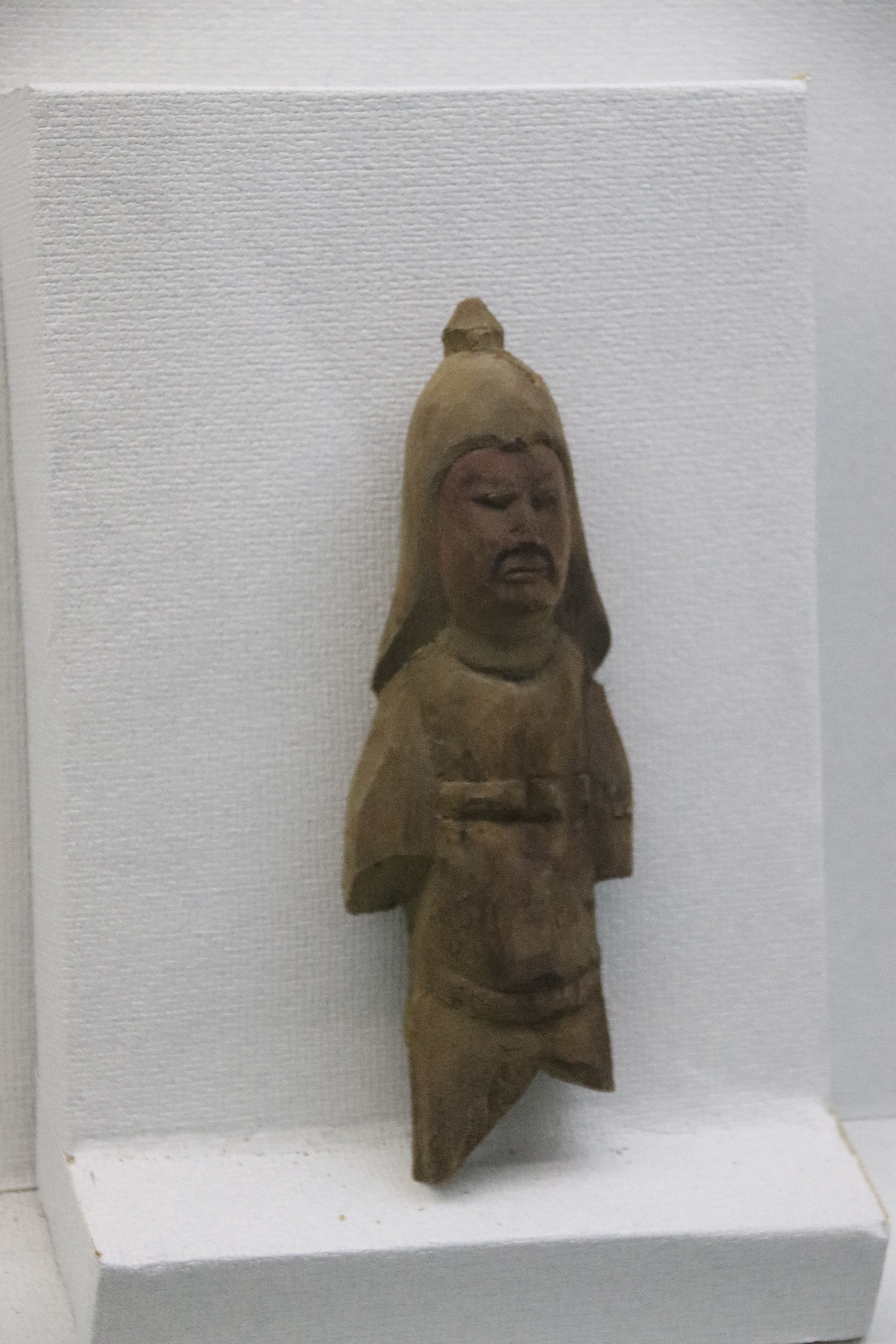
Figurine de soldat en bois, Xia occidentaux

Le fondateur de la dynastie des Xia occidentaux (1038-1227 AD), l'empereur Jingzong, met en place un code vestimentaire mettant en avant la culture du peuple Tangoute et visant tous les fonctionnaires civils, ainsi que militaires,. Les vêtements de style chinois « Han » et de style Tangoutes se distinguent les uns des autres, mais sont tous utilisés par les habitants de l'empire des Xia occidentaux. L'empereur Jingzong ordonne également que tous les habitants de son empire soient rasés, afin de restaurer les anciennes coutumes Xianbei ; la désobéissance a cet ordre étant passible de la peine de mort.

## Habits des empereurs
L'empereur des Xia occidentaux portait une robe à col rond ornée de dragons enroulés sur eux-mêmes, un chapeau haut et une ceinture portée par-dessus sa robe.

## Habits des Fonctionnaires
L'empereur Jingzong rejette l'usage des vêtements en soie chinois, et leur préfère les vêtements en cuir et en laine des peuples nomades de la steppe. Il fait valoir que les Tangoutes portaient traditionnellement des vêtements en cuir et en laine et que, les Tangoutes de sexe masculin étant des militaires, ils n'avaient pas non plus besoin de porter de la soie. Pourtant, les habitants de son empire portent toujours des vêtements en soie d'origine chinoise pendant son règne.
Les vêtements de style "Han" sont portés par les fonctionnaires, tandis que les vêtements de style Tangoute le sont par les militaires. Les fonctionnaires civils portent des chapeau futou, des bottes, et des robes de couleur violette ou cramoisie. Les envoyés des Xia occidentaux sont toujours vêtus d'une robe étroite et portent des ceintures diexie dorés, des bottes en cuir et des chapeaux de couleur dorée. Cependant, en 1061 après J.-C., l'empereur Yizong, le fils de l'empereur Jingzong, décide de remplacer les vêtements Tangoutes par des vêtements chinois "Han" pour les membres de sa cour. Dans sa liste de souhaits adressée à la cour de la dynastie Song, l'empereur Yizong demande la permission d'utiliser les rites et les vêtements chinois Han pour accueillir les envoyés de la dynastie Song, ainsi que la permission d'acheter des vêtements officiels chinois. Ces deux demandes sont acceptées par les Song.

## Habits des serviteurs
Les serviteurs portent des robes à col rond et à manches étroites de différentes couleurs. Ces robes sont décorées de cocardes et fermées par une ceinture.

## Habits des femmes
Les femmes de l'empire des Xia occidentaux portent des jupes et des robes brodées à manches étroites et à col croisé. Elles sont généralement fabriquées en tissu grossier, en laine fine et en peaux d'animaux.

## Galerie

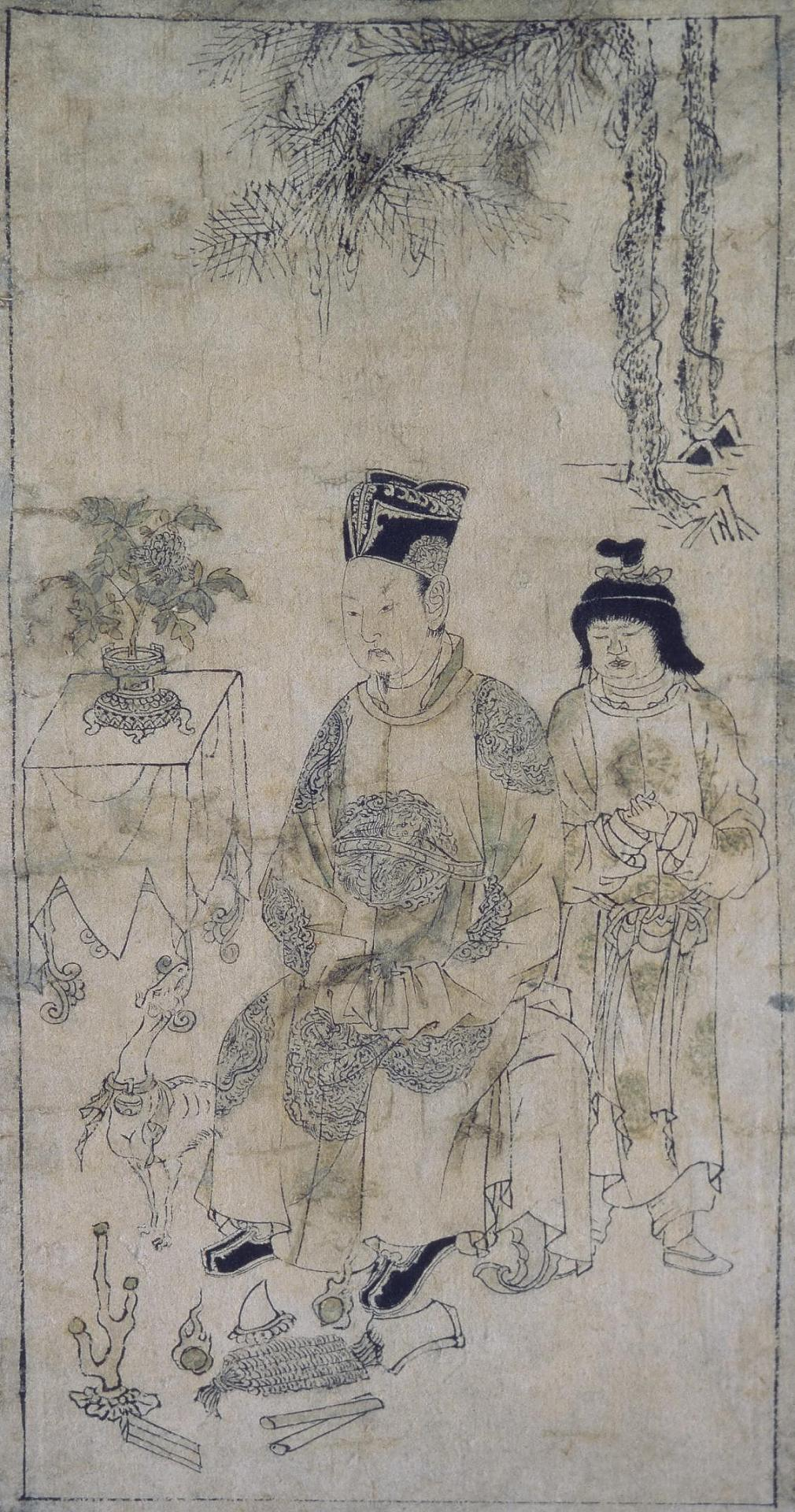
Peinture représentant un Empereur Tangoute avec un enfant à ses cotés, Dynastie des Xia Occidentaux, XIIIe siècle.
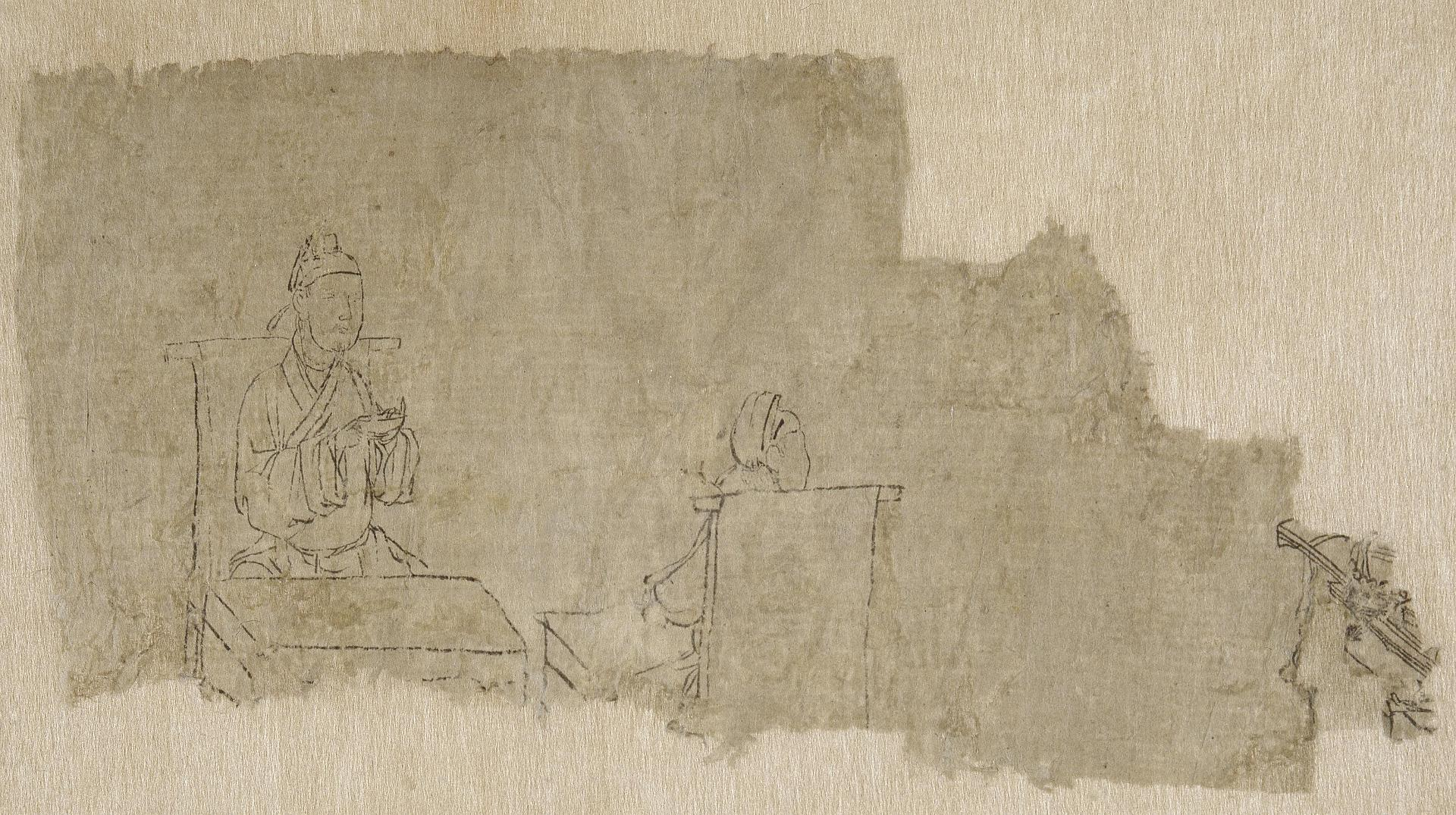
Peinture représentant des personnages assis, Dynastie des Xia Occidentaux, XIIIe siècle.
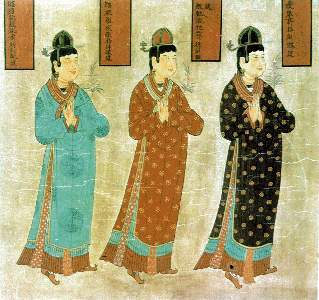
Peinture murale représentant des femmes portant une robe à col croisé et des jupes; Dynastie des Xia Occidentaux.
Peinture murale représentant des hommes; Dynastie des Xia Occidentaux.
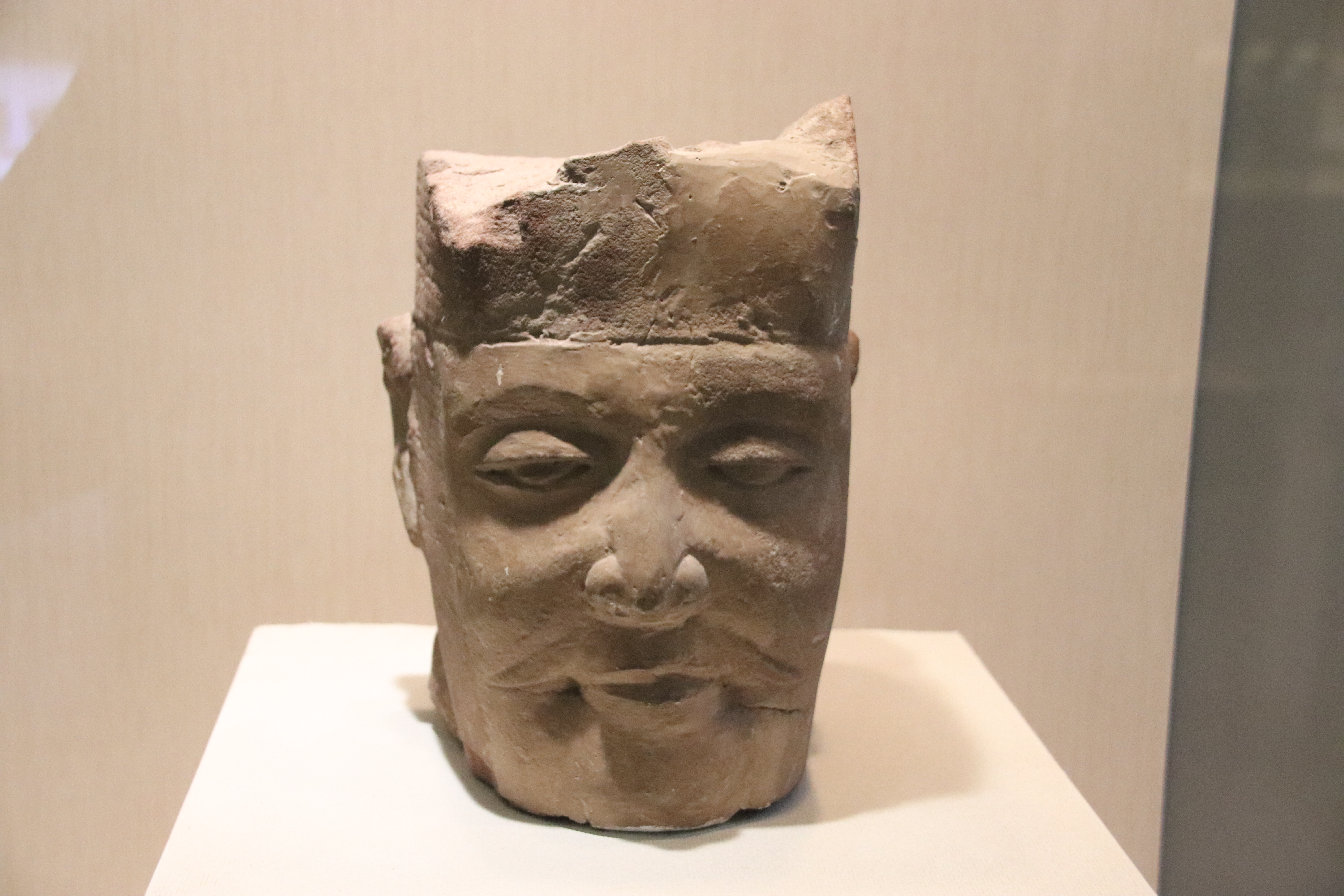
Tête d'une statue représentant un fonctionnaire Xia
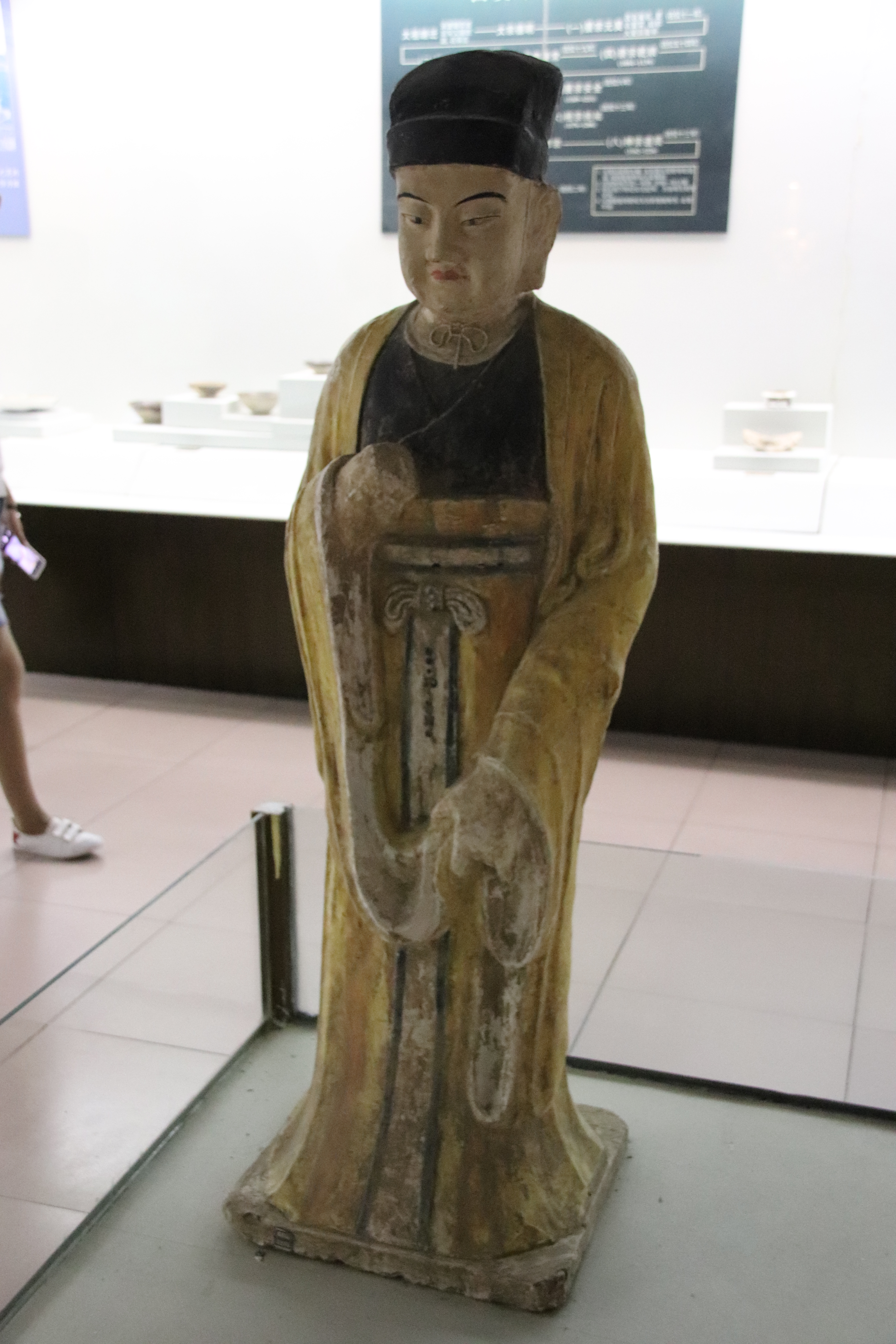
Fonctionnaire Xia
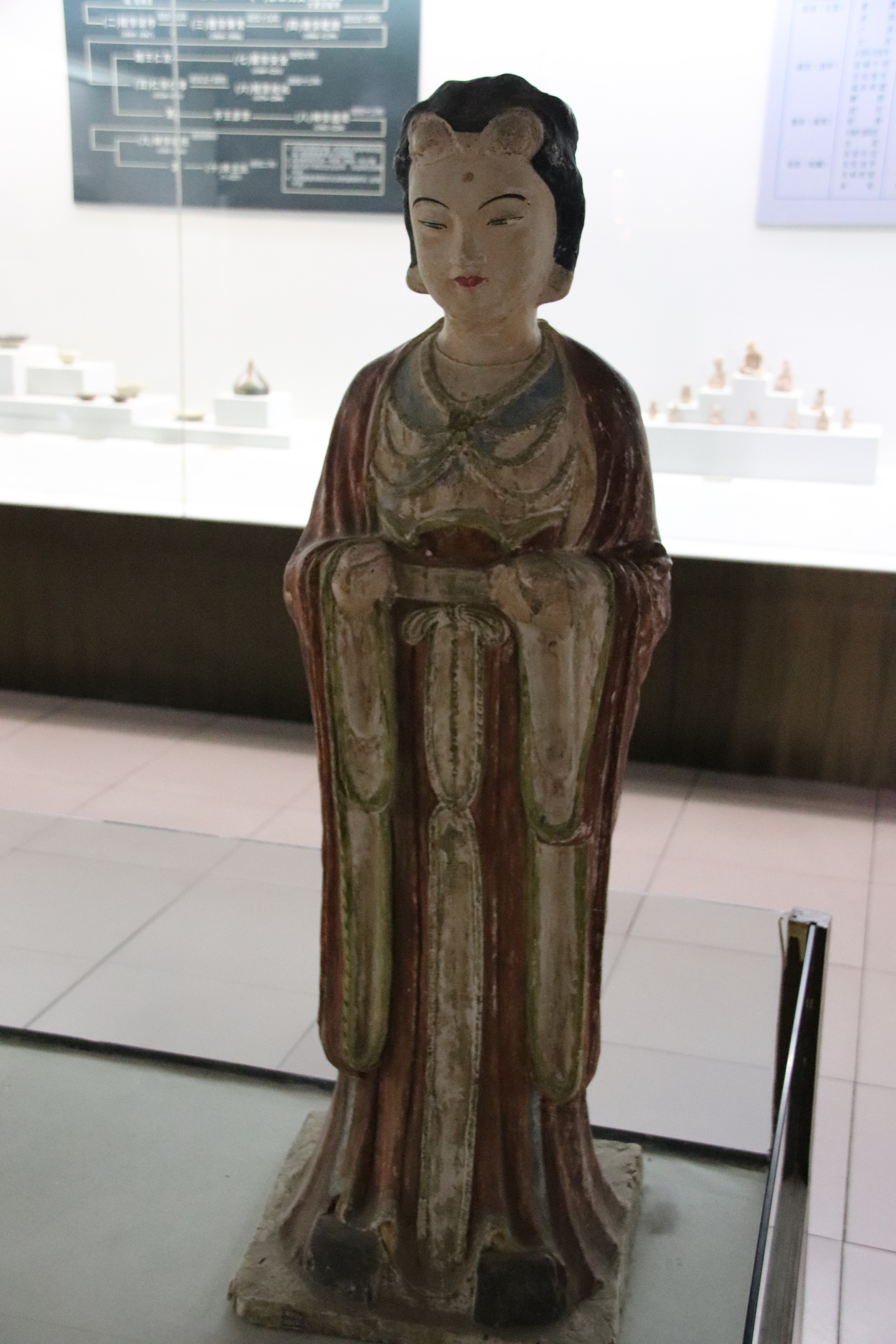
Femme Xia
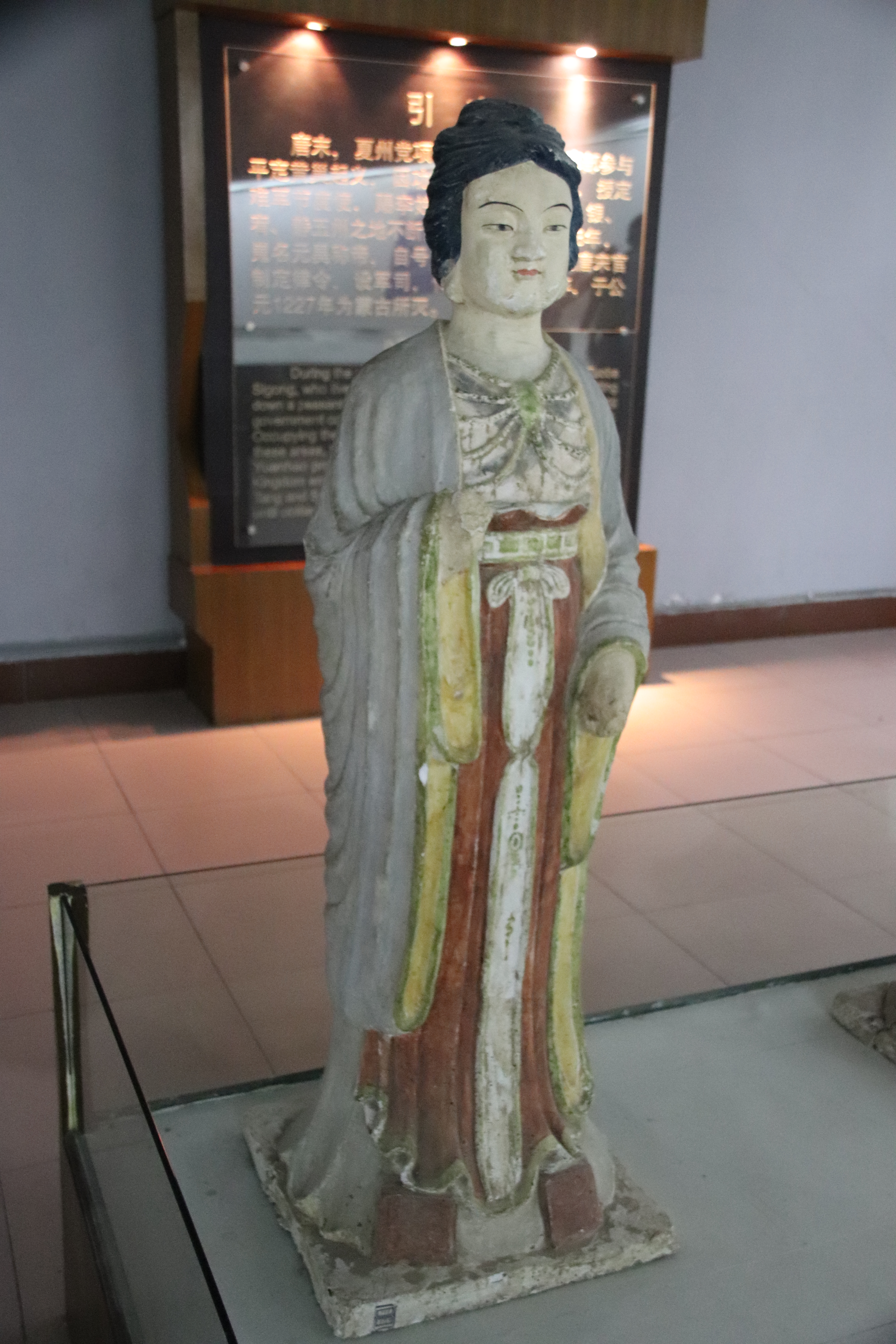
Femme Xia

## Voir également
- Hanfu
- Dynastie des Xia Occidentaux